# Vyakarana
El vyakarana és un dels Vedanga destinat a la comprensió de la gramàtica dels Vedes. Constitueix una tradició formada especialment pels treballs de Yaksa i Panini cap al segle v aC, complementats pels estudiosos posteriors, tot i que se sap que hi havia textos anteriors referits a aquesta disciplina actualment perduts. El terme significa literalment "explicació" o "separació" i va néixer com una eina per assegurar la correcta transmissió del corpus de l'hinduisme. Per això és alhora un important document d'història de la lingüística, de crítica textual i del sànscrit. Ha influït en la filosofia del llenguatge i en la gramàtica de diversos segles, tant a Orient com Occident.

## Contingut lingüístic
Es considera que una oració està formada per diferents paraules i que la suma del sentit d'aquestes forma el significat de l'oració. Quan un mot tingui diversos significats, en absència d'indicadors s'optarà pel més comú a la llengua en el moment del text. La majoria de paraules deriven dels verbs, que són els elements més importants d'un idioma. A partir de diversos afixos es formen altres categories, especialment els noms.
El receptor té a la memòria el conjunt de sons que formen un mot, de manera que encara que aquests se succeeixin en el temps d'escolta o lectura, els percep com una unitat. El mateix ocorre amb les frases ben formades, on totes les paraules es necessiten mútuament i es combinen per transmetre un sentit unitari que es manté com a idea per al receptor.